# Perugrampta cuscoensis
Perugrampta cuscoensis är en insektsart som beskrevs av Kramer 1965. Perugrampta cuscoensis ingår i släktet Perugrampta och familjen dvärgstritar. Inga underarter finns listade i Catalogue of Life.